# پاریوعرب
پاریوعرب، روستایی از توابع بخش مرکزی شهرستان لارستان در استان فارس ایران است.

## جمعیت
این روستا در دهستان درزوسابیان قرار دارد و براساس سرشماری مرکز آمار ایران در سال ۱۳۸۵، جمعیت آن ۳۱ نفر (۵خانوار) بوده‌است.